# Maîche
Maîche település Franciaországban, Doubs megyében. Lakosainak száma 4226 fő (2022. január 1.). Maîche Les Bréseux, Mont-de-Vougney, Saint-Julien-lès-Russey, Thiébouhans, Cernay-l'Église, Les Écorces, Frambouhans és Charquemont községekkel határos.

## Népesség
A település népességének változása:
| Lakosok száma | 3714 | 4216 | 4168 | 3959 | 4282 | 4273 | 4286 | 4266 | 4259 | 4226 |
|               | 1968 | 1982 | 1990 | 2006 | 2013 | 2015 | 2017 | 2019 | 2020 | 2022 |